# Joseph Townsend

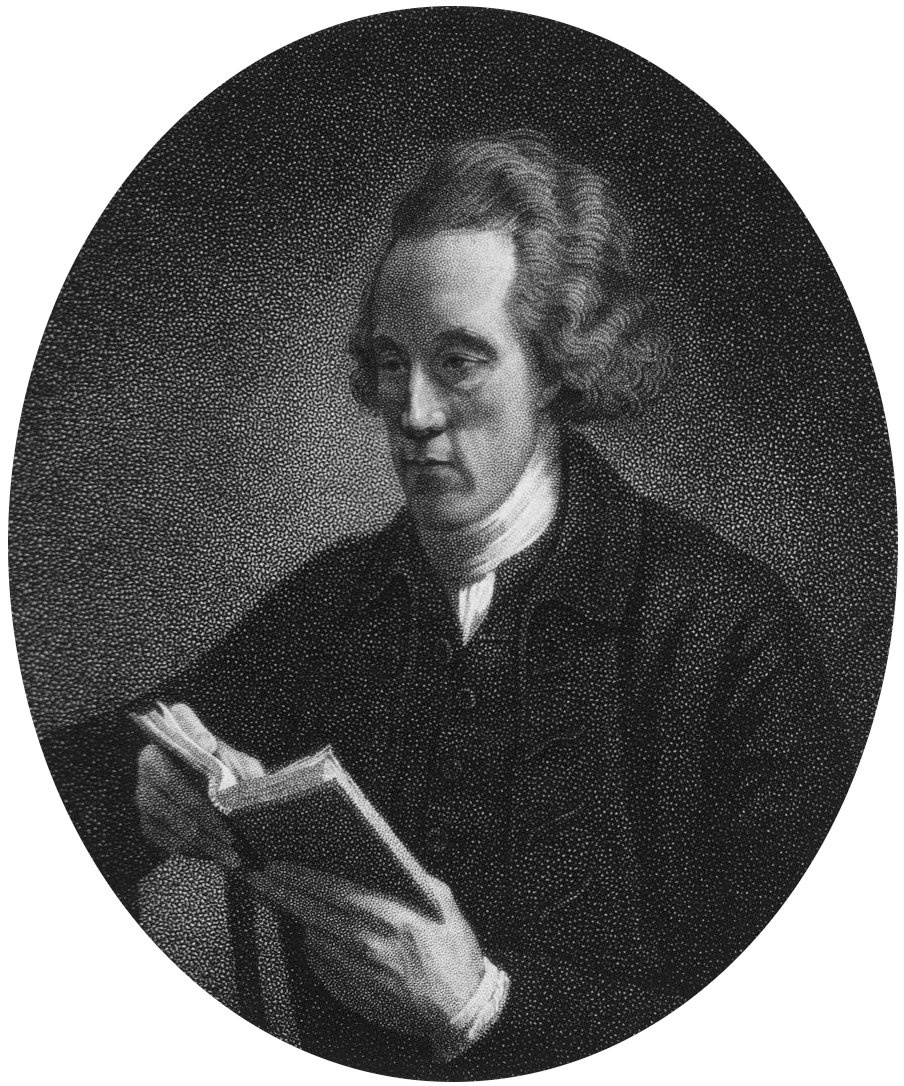
Joseph Townsend

Joseph Townsend (* 4. April 1739 in London; † 9. November 1816) war ein britischer Geologe, Arzt und Priester der Church of England. Bekannt wurde er vor allem durch seine Schrift „A Dissertation on the Poor laws“ in der er sich kritisch mit den Armengesetzen auseinandersetzt.

## Leben
Townsend studierte am Clare College in Cambridge und Edinburgh und wurde 1769 Hauskaplan des Duke of Atoll, mit dem er eine längere Reise durch Westeuropa  unternahm. Später verfasste er unter anderem Arbeiten zur Gesteinskunde, medizinische Abhandlungen und eine Länderkunde Spaniens. 1786 erschien seine Schrift A Dissertation on the Poor Laws by a Well-Wisher to Mankind (dt.: „Über die Armengesetze – Streitschrift eines Menschenfreundes“), in der er Kritik an den Elisabethanischen Armengesetzen übte. In dieser Schrift kritisiert er, dass das Recht der Armen auf Unterstützung die Entfaltung der Märkte behindere und infolgedessen Armut und Verelendung immer weiter zunehmen würden. Er behauptet, dass die Armen nur durch Hunger zur Arbeit angespornt werden könnten, was durch das Recht auf Hilfe verunmöglicht werde. Mit seiner pessimistischen Vision der Überbevölkerung aufgrund von staatlicher Fürsorge nahm Townsend eine zentrale Idee aus Thomas Robert Malthus’ An Essay on the Principle of Population vorweg.

## Schriften
- A Dissertation on the Poor laws. By a well-wisher to mankind (1786), University of California Press, Berkeley 1971
  - (Deutsche Ausgabe:) Über die Armengesetze – Streitschrift eines Menschenfreundes. Herausgegeben und mit einem Nachwort von Philipp Lepenies. Suhrkamp, Berlin 2011, ISBN 978-3-518-29582-3.
- A journey through Spain in the years 1786 and 1787; with particular attention to the agriculture, manufactures, commerce, population, taxes, and revenue of that country; and remarks in passing through a part of France. C. Dilly, London 1792 Band I (Digitalisat) Band II  Band III 
  - Johann Jacob Volkmann (Übersetzer). Reise durch Spanien. Leipzig 1792, Teil I (Digitalisat), Teil II (Digitalisat)
- A guide to health : being cautions and directions in the treatment of diseases, designed chiefly for the use of students. London 1795 (Digitalisat), Band II (1796) (Digitalisat)
  - Christian Friedrich Michaelis (Übersetzer). Joseph Townsend’s Anweisung für angehende Ärzte zu einer vernunftmäßigen und nach Cullen’s Nosologie eingerichteten Medizinischen Praxis. Friedrich Gotthelf Baumgärtner, Leipzig Teil I (1796) (Digitalisat)
- The Character of Moses as an Historian, Recording Events from the Creation to the Deluge. Printed by M. Gye, Market-Place; Longman, Hurst, Rees, Orme and Brown, Paternoster-Row, Bath und London 1813-1815 (2 Bände)